# Llullaillaco
Llullaillaco (španska izgovorjava: [ʎuʎajˈʎako]) je mirujoči stratovulkan na meji Argentine,  provinca Salta in Čila (regija Antofagasta). Leži v Puna de Atacama, regiji visokih vulkanskih vrhov na visoki planoti blizu puščave Atacama, enega najbolj sušnih krajev na svetu. To je drugi najvišji aktivni vulkan na svetu za Ojos del Salado.
Llullaillaco je nastal med dvema različnima fazama v pleistocenu-holocenu iz dacitnih tokov lave. Najstarejše kamnine so stare približno 1,5 milijona let. Pred približno 150.000 leti se je jugovzhodni bok vulkana zrušil in povzročil plaz, ki je od vrha dosegel 25 kilometrov. Najmlajše datirane kamnine so bile izbruhane pred 5600 ± 250 leti na območju vrha, vendar obstajajo poročila o dejavnosti iz 19. stoletja.
Prvi zabeleženi vzpon na goro je bil leta 1950, vendar so bili na gori in ob njenih nogah najdeni sledovi prejšnjih vzponov in številna arheološka najdišča; Llullaillaco je najvišje arheološko najdišče na svetu. Leta 1999 so na njegovem vrhu našli mumificirane ostanke treh otrok, znanih kot Otroci iz Llullaillaca. Domneva se, da gre za človeške žrtve. Poročali so tudi o pojavu miši na območju vrha.

## Ime
Ime Llullaillaco izhaja iz kečuanske besede llulla, ki pomeni 'lažen', 'laže' ali 'zavajajoč' in yaku ali llaco, kar pomeni 'voda'. To ime se verjetno nanaša na talino iz snega, ki teče po pobočjih, nato pa se absorbira v tla.  Takšne gore so običajno vir vode. Možno je, da se namesto tega nanaša na padavinski režim, ki začne od Llullaillaca prevladovati z zimskimi padavinami. Drugi prevod v ajmarščini je 'vroča voda'.

## Geografija in geologija
Vulkanizem v Andih povzroča subdukcija  Nazca plošče pod južnoameriško ploščo. Nazca plošča se podriva s hitrostjo 7–9 centimetrov na leto. Vulkanizem se ne pojavlja vzdolž neprekinjene verige; poimenovane so štiri ločene regije: severna vulkanska cona, centralna vulkanska cona, južna vulkanska cona in australska vulkanska cona. Nastanek magme je posledica sproščanja vode in drugega hlapnega materiala s podvodne plošče, ki se nato vbrizga v zgoraj ležeči plaščni klin. Vulkanska območja so ločena od območij, kjer se podvodna plošča subducira pod bolj ravnim kotom in vulkanizma ni. Perujska ravna plošča med severnim in osrednjim vulkanskim območjem je povezana s subdukcijo grebena Nazca, Pampaška plošča med osrednjo in južno vulkansko cono je povezana s subdukcijo grebena Juan Fernandez in patagonijsko vulkansko vrzeljo, med južnim in australskim vulkanskim območjem je povezano s čilskim trojnim križiščem.
V Andih je približno 178 vulkanov, od katerih jih je bilo 60 v zgodovini aktivnih. Poleg tega v Andih obstajajo velike kaldere in monogenetski vulkani.

### Lokalne razmere
Llullaillaco je del osrednjega vulkanskega območja. V osrednjem vulkanskem območju je bilo identificiranih vsaj 44 vulkanskih središč z zgodovinsko dejavnostjo in 18 velikih vulkanov, ki tvorijo kaldero. Vulkanizem v osrednjem vulkanskem območju se večinoma pojavlja na Altiplanu in v Cordilleri Occidental. Številni vulkani tam dosežejo nadmorsko višino več kot 6000 metrov. Tudi veliki miocenski ignimbriti, ki pokrivajo velike površine, so del regionalne geologije. Llullaillaco se nahaja približno 300 kilometrov vzhodno od perujsko-čilskega jarka. Območje Wadati-Benioff je globoko 180 kilometrov.
Llullaillaco se nahaja v severozahodnih argentinskih Andih, proti južnemu koncu Pune. Meja med Argentino (provinca Salta) in Čilom prečka vulkan. Leži v Puni de Atacama, regiji z zelo visokimi vulkanskimi vrhovi na visoki planoti blizu puščave Atacama, enem najsušnejših krajev na svetu.
Vulkan je impozantna gora, ki se dviga za 3800 metrov nad Salar de Punta Negra, oddaljene 36 kilometrov. Z višino vrha 6723 metrov ali 6739 metrov ali 6752 metrov (po različnih virih) je drugi najvišji aktivni vulkan na svetu za Ojos del Salado (6887 metrov). Višina gore in čist zrak v regiji omogočata, da je Llullaillaco viden celo iz 189 km oddaljenega Cerro Paranala. Regija je suha in se nahaja na visoki nadmorski višini, kar otežuje delo na tem območju.
17 kilometrov vzhodno od mesta Llullaillaco leži vulkan Cerro Rosado (5383 metrov). Ta vulkan je izbruhnil dacitne tokove lave med pliocenom in kvartarjem na severovzhodnem in južnem boku. 20 kilometrov vzhodno od Llullaillaca in za Cerro Rosado leži Salar de Llullaillaco (3750 metrov), slana površina s toplimi izviri na zahodni in jugozahodni obali. Obstajajo trije zapuščeni rudniki borata Mina Amalia in rudniki soli Mina Luisa in Mina Maria ter nedavni litijev potencial Proyecto Mariana v Salar de Llullaillaco. Gora Mitral (5015 metrov) leži jugozahodno od Llullaillaca in je miocenske starosti. Ima erodiran krater, ki se odpira proti severozahodu. Gora Iris (5461 metrov) severno od Llullaillaca je zgrajena iz pliocenskih kamnin. Drugi vulkani v soseski so Dos Naciones, Cerro Silla in Cerro 5074. Llullaillaco je povezan z lokalno rastjo skorje.

### Vulkan
Llullaillaco je stratovulkan. Zgradba ima eliptično obliko z dimenzijami 23 x 17 kilometrov. Tvorijo ga gosti dacitni tokovi lave, ki so izbruhnili med kvartarjem. Ti tokovi segajo od vulkana in tvorijo njegov vrh. Starejšo enoto tvorijo ignimbriti in piroklastični tokovi. Starejši tokovi lave segajo zahodno od vulkana in so delno pokopani pod usedlinami bližje zgradbi. Ti tokovi dosežejo dolžino 20 kilometrov in tvorijo približno 70 % površine vulkana.
Pobočja vulkana so dokaj strma, z višino 1800 metrov na le 3 kilometre vodoravne razdalje. Pobočja visoko so bolj strma kot na nižjih nadmorskih višinah. Krater na 6100 metrih nadmorske višine je nastal že v začetku razvoja vulkana Llullaillaco. Erozija ga je zmanjšala na planoto. Ta krater je napolnjen s snegom in ledom. Led kaže dokaze o nedavnem geotermalnem ogrevanju.
Vrh Llullaillaca tvori majhen stožec s približno štirimi povezanimi kupolami lave, ki segajo v dolžino 1–3 kilometra in imajo strme stene. Veliki vrhovi dacitov izvirajo z vrha vulkana in so na videz mladi. En se razteza severno od vulkana, drug pa južno. Njihova skupna dolžina je 4,5–8 kilometrov, njihove pretočne fronte pa so debele do 15 metrov. Morfološko so ti tokovi rdečkasto črni tokovi aa lave in imajo bloke velikosti 5 metrov. Južni tok lave je dolg 6 kilometrov in je bil ob izbruhu dokaj viskozen. Skoraj doseže cesto jugozahodno od vulkana. Ti tokovi imajo nasipe in grebene. Sprva so veljali za holocen, vendar datiranje argon-argon kaže, da so iz pozne pleistocenske dobe. Na območju vrha najdemo nekaj sledi ledeniške dejavnosti.
Na Llullaillacu opazimo periglacialne pojave, ki se začnejo na 4300 metrih nadmorske višine in dosežejo največjo vrednost okoli 5100–5400 metrov na čilski in 5350–5700 metrov na argentinski strani. Tam se razvijejo soliflukcijske in krioplanacijske površine, vključno s tlemi v obliki režnja in bloki. Te oblike tal so bile začrtane na severozahodni strani vulkana. Pogosta je tudi vzorčasta podlaga. Permafrost najdejo na višjih nadmorskih višinah. Tudi na Irisu in Mitralu opažajo reliefe krioplanacije in soliflukcije. Razen na periglacialem vplivnem terenu tla v Llullaillacu tvorijo večinoma lavine kamnine in drobir, ki so pogosto zakopane pot tefro.
Dva zapuščena rudnika žvepla najdemo severno in južno od Llullaillaca. Severni rudnik je znan pod imenom Azufrera Esperanto in je povezan s področjem hidrotermalnih sprememb. Do tega rudnika vodi cesta s severozahoda.
- Llullaillaco ob sončnem zahodu
- Llullailaco s ceste, ki pelje do gore.
- Llullaillaco iz baznega tabora.
- Tok lave Llullaillaco
- Llullaillaco iz Salte

### Podlaga
Teren okoli Llullaillaca sestavljajo andezitne in dacitne lave ter piroklasti miocenske do pliocenske starosti. Nekatere plasti oligocena in miocena so izpostavljene v Quebrada de las Zorritas. Datumi, pridobljeni z datacijo argon-argon, se gibljejo med 11,94 ± 0,13 in 5,48 ± 0,07 milijona let. 15 kilometrov zahodno od Llullaillaca so izdanki paleozojskih granitov in vulkanske kamnine. Drugje so te plasti pokopane pod kenozojskimi kamninami. V regiji je več prelomov, na primer vez Imilac-Salina del Fraile, katere gibanje je vplivalo na dejavnost Llullaillaca.

### Sestava
Llullaillaco je večinoma izbruhnil dacite s srednjo vsebnostjo kalija, kamni pa postajajo bolj felsični, čim mlajši so. Vzorci kamnin, odvzeti iz Llullaillaca, so večinoma porfiritični ali vitrofirni, s stekleno ali mikrokristalno matrico. Fenokristali so večinoma plagioklazi, pri mafičnih fenokristalih pa prevladujejo piroksen in manjše količine biotita, klinopiroksena in rogovače, prisotni so tudi minerali ilmenit, magnetit in sulfid zlasti v bolj oksidiranih starejših lavah. Nekateri fenokristali dokazujejo zapleteno zgodovino. Kremen je redek. Starejše lave so razvile rdečo barvo in vsebujejo oksidirano železo v obliki hematita. Lave iz Llullaillaco I so sive. Vsebnost SiO2 je 65–67 %.

### Geologška zgodovina
Raziskave J. P. Richards in M. Villeneuva so omogočile določitev geološke zgodovine regije. Če bi bil vulkanizem med eocenom in oligocenom osredotočen na Precordillere, je zaradi poznejše subdukcije Nazca plošče v poznem oligocenu vulkanski lok razširil na približno 250 kilometrov. Pred 25 milijoni let je dogodek Quechua sprožil dvig Puna-Altiplana, visokogorja, ki je pokrivalo površino 500.000 kvadratnih kilometrov in doseglo nadmorsko višino 3700 metrov. V poznem miocenu-pliocenu je nastopila faza močnega ignimbritskega vulkanizma. Pred približno dvema milijonoma let je bila za deformacijo Diaguita značilna sprememba režima deformacije od skrajševanja skorje do preloma zaradi zdrsa in vulkanizma od obsežnih felsičnih izbruhov do izoliranih stratovulkanov in vulkanskega mafičnega vulkana. Ta sprememba je lahko povzročila upočasnitev subdukcije. Dandanes se največ vulkanizma pojavlja na zahodnem robu Pune, kjer so nastali vulkani, kot sta Lascar in Llullaillaco. 

## Podnebje, ledeniki in biota
Podnebje v Llullaillacu je hladno in suho. Povprečna temperatura je približno -13 ° C, s temperaturnimi maksimumi med -8 - −13 ° C med poletjem in zimo. Vendar pa lahko talne temperature poleti čez dan dosežejo 12,5 ° C. Temperatura tal čez dan močno niha. Podnebje je izredno sončno zaradi pomanjkanja oblačnosti, velike nadmorske višine in tesnega sovpadanja poletnega solsticija z dnevom, ko je Zemlja najbližja Soncu. Sneženje lahko nastane do nadmorske višine 4000 metrov. Padavine so redke do te mere, da je težko dati povprečne vrednosti. Najpogosteje so povezane s konvektivno ali ciklonsko aktivnostjo poleti oziroma pozimi.
Majhni ledeniki so nad 6000 metrov nadmorske višine. Drugi viri trdijo, da na Llullaillacu ni ledenikov, zaradi česar bi bila najvišja gora na svetu brez njih, čeprav so leta 1958 poročali o obstoju ledene plošče na zahodnem pobočju. [80] Vendar ima Llullaillaco snežna polja. 1–1,5 metra visoki penitenti se pojavljajo nad 5000 metrov nadmorske višine, zlasti na bolj zaščitenih območjih. Penitente visoke 1 meter so opazili leta 1954. Sneg pokriva teren nad 5400–5800 metri nadmorske višine. Požiralniki, ki jih najdemo na tem območju, so verjetno posledica odtekanja taline. Snežišča na Llullaillacu oskrbujejo Salar de Punta Negra z vodo.
Predpostavlja se obstoj krnice na severozahodnem pobočju. Nekoč so verjeli, da je Llullaillaco doživel tri velike poledenitve, a 'morene' so pravzaprav nahajališča blata. Vendar so ledeniki med pleistocenom dosegli 5100 metrov nadmorske višine na severozahodnem pobočju. Pretoki lave so preplavili nekatere ledeniške površine in možno je, da so tokovi lave povzročili taljenje ledenikov. Številne ledeniške oblike drugod so bile v času zadnje dejavnosti Llullaillaca uničene z blatnimi tokovi. Llullaillaco med pleistocenom morda sploh ni imel ledenikov. 
Med 24 in 25 ° stopinj južne zemljepisne širine Andska suha diagonala prečka Ande. Na tej zemljepisni širini polovica padavin pade poleti, druga polovica pa pozimi. Nastanek te suhe diagonale vpliva tako na deževni učinek Andov, posedanje zraka znotraj južnega Tihega oceana in hladen Humboldtov tok ob pacifiški obali. To je razlog, zakaj obstaja puščava Atacama. Posledica teh podnebnih učinkov je tudi izredno sušno podnebje na Llullaillacu.
V sušnem podnebju je vegetacija redka. Na Llullaillacu se začne na nadmorski višini 3700–3800 metrov z Acantholippia punensis, Atriplex imbricata in Cristaria andicola. Na 3900 metrov nadmorske višine se jim pridruži Stipa frigida, ki se jo lahko najde do 4910 metrov nadmorske višine. Največja gostota vegetacije je okoli 4250 metrov z 12 % površine in se nato zmanjša, verjetno zaradi nizkih temperatur. Na tej nadmorski višini poleg prej omenjenih rastlin najdemo še Adesmia spinosissima, Fabiana bryoides, Mulinum crassifolium in Parastrephia quadrangularis. Nad 5000 metrov nadmorske višine ni rastlinja. Leta 2013 so bile posnete miši na 6205 metrih, odprava pa je februarja 2020 našla miši vse do vrha, kjer je bila ujeta miška vrste Phyllotis xanthopygus. To je največja nadmorska višina na svetu, na kateri je bilo ugotovljeno, da živi sesalec.
V tleh Llullaillaco so našli slabo razvite glivične in bakterijske združbe, z bolj razvitimi algami in cianobakterijskimi združbami, ki jih najdemo na penitentih; nekateri mikrobi v tleh so lahko odvisni od vulkanskega ogljikovega monoksida. Okoljske razmere v teh tleh so med najbolj ekstremnimi na planetu, z aridnostjo, močnim UV sevanjem, dnevnimi cikli zamrzovanja in odtajevanja in pomanjkanjem hranil. Organski material, ki ga na goro prenašajo vetrovi, je lahko glavni vir hrane za nekatere od teh mikroorganizmov.
Suhe doline in zaščitena območja imajo trave. Stalni izvir najdemo v Quebradi de las Zorritas.  Nahajališča v tej dolini kažejo, da je bil odtok radioaktivnih ogljikov pred 2436,8 ± 49 in 1593,1 ± 36 leti intenzivnejši.
- Llullaillaco iz Salar Rio Grande
- Llullaillaco iz Salar de Aguas Calientes IV

## Arheologija
Na Llullaillaco so se Inkaiprvič povzpeli pred stoletji. Leta 1999 je skupina arheologov pod vodstvom Johana Reinharda na vrhu Llullaillaca našla tri mumije otrok. V času smrti so bili stari šest, sedem in petnajst let. To so bile človeške žrtve, ki so jih darovali bogovom inkovskega panteona na gorskih vrhovih. Leta 2003 so bili na katoliški univerzi v Salti, od leta 2007 pa jih je mogoče najti v Arheološkem muzeju Alta Montaña v Argentini.
Mumije so bile pokopane v majhni komori 1,5 metra pod zemljo. O obstoju ruševin na območju vrha so poročali med prvim vzponom na vulkan leta 1950. Zaradi najdb je argentinska vlada leta 2001 območje vrha vulkana leta 2001 uvrstila kot Lugar Histórico Nacional, območje naroden dediščine.
Drugi arheološki predmeti, najdeni skupaj z mumijami, so bili: pokrivala s perjem, keramika, kipi iz zlata in srebra ter tekstil. Skupaj z mumijami je bilo najdenih 145 predmetov. Lase, ki so jih našli pri mumijah in kot darila, ki spremljajo mumije, so bile predmet raziskav, da bi ugotovili ozadje žrtev.
Vsaj tri poti vodijo na Llullaillaco. Dve se srečata v tambo (inkovska zgradba, zgrajena za upravne in vojaške namene) ali zavetišču na nadmorski višini 5.200 metrov, tretja pa gre skozi cementerio (pokopališče), kjer so leta 1972 našli 16 trupel, preden so dosegli tambo. Od tod vodi druga pot navzgor na goro, mimo dveh nadaljnjih arheoloških najdišč na 6000 m nadmorske višine. Ta pot je obredna pot Inkov z začetno širino 2–1,5 metra, ki se v strmejših delih zoži. Pot je označena z možici, ki verjetno kažejo, kje je pot, ko vulkan pokrije sneg. Pot se konča na 6500 metrih nadmorske višine pri ruševinah Portezuelo del Inca, kjer se začne stopnišče. Od teh ruševin gre ena pot do pokopališča na nadmorski višini 6715 metrov, druga pa do ploščadi na vrhu. Slednja pot doseže dve pravokotni steni 20 metrov naprej in se nadaljuje do ploščadi, kjer so našli mumije. To so najvišja arheološka najdišča na svetu. Poti je leta 1958 odkril Mathias Rebitsch.
Zdi se, da je bil Llullaillaco najpomembnejša sveta gora Inkov v regiji. Arheološka najdišča najdemo tudi v dolinah, ki izhajajo iz Llullaillaca proti Salar de Punta Negra, vključno z Quebrada Llullaillaco in Quebrada de las Zorritas. Poti se povezujejo z glavno osjo sever-jug, ki poteka med San Pedro de Atacama in Copiapo. Ta os je povezana z obsežnim Inkovskim cestnim sistemom.

## Zgodovina izbruhov
Vulkan je star približno 1,45 ± 0,41 milijona let, Llullaillaco I pa je iz zgodnjega pleistocena. Najstarejši datum, pred 1,5 ± 0,4 milijona let, je bil določen na toku lave severozahodno od glavne zgradbe Llullaillaca. Dva datuma, pridobljena na tokovih lave Llullaillaco II, sta izpred 401.000 ± 6.000 in 1.500.000 ± 400.000 leti, na podlagi datiranja argon-argon oziroma kalij-argon. Severni tok mlade lave je star manj kot milijon let na podlagi kalij-argonovega datiranja, južni tok pa je 48.000 ± 12.000 let star na podlagi argonsko-argonskega datiranja na biotitu. Izpostavljenost površine na osnovi helija je prinesla starost 41.000 ± 1.000 let za Llullaillaco I na nadmorski višini več kot 5000 metrov in 5.600 ± 250 let za Llullaillaco II na nadmorski višini nad 6000 metrov.
Llullaillaco je bil aktiven v zgodovinskem času, zadnji izbruh pa se je zgodil konec 19. stoletja.  Izbruhi so bili zabeleženi februarja 1854, septembra 1868 in maja 1877, pri čemer sta bila prisotna dva eksplozivna izbruha in eden s tokovi lave. Po poročilu iz leta 1899 so se med izbruhom leta 1868 na njegovih pobočjih odprle velike razpoke. Zadnji izbruh je bil sestavljen iz kajenja, o katerem so poročali v času potresa Iquique leta 1877. 
Vulkan trenutno velja za mirujoč in ni znanih fumarol. Prihodnja eruptivna dejavnost lahko povzroči propad sektorjev, čeprav bi bila majhna nevarnost za človeška življenja, saj je območje redko poseljeno.